# Susannah Lazar
Susannah Lazar, née en 1984, est une astronome amateur américaine.

## Biographie
Le Centre des planètes mineures la crédite de la découverte d'un astéroïde, (20430) Stout effectuée le 10 janvier 1999 avec la collaboration de Walter R. Cooney, Jr..